# Schinenii Noi, Soroca
Schinenii Noi este un sat din cadrul comunei Schineni din raionul Soroca, Republica Moldova.
A fost fondat în 1928 cu denumirea Tănăsăuca.

## Demografie
Conform recensământului populației din 2004, satul Schinenii Noi avea 41 de locuitori: 37 de moldoveni/români, 3 ucraineni și 1 rus.